# Judith Wright
Judith Arundell Wright (31 mai 1915 - 26 juin 2000) est une poétesse australienne, écologiste et militante pour les droits fonciers des Aborigènes.

## Biographie
Judith Wright est l'aînée des enfants de Phillip Wright et sa première épouse Ethel. Elle est née à Armidale, en Nouvelle-Galles du Sud mais elle a passé la plus grande partie de ses années de sa jeunesse à Brisbane et Sydney. Après la mort prématurée de sa mère, elle vécut chez sa tante puis, en pension dans une école de filles d'Armidale après le remariage de son père en 1929. Après ses études secondaires, Wright a étudié la philosophie, l'anglais, la psychologie et l'histoire à l'université de Sydney. Au début de la Seconde Guerre mondiale, elle retourna chez son père pour l'aider pendant la période de pénurie de main-d'œuvre causée par la guerre.
Son premier livre de poésie, The Moving Image, a été publié en 1946 alors qu'elle travaillait à l'Université du Queensland comme chargée de recherche. À cette époque, elle a également travaillé avec l'éditeur Clem Christesen sur le magazine littéraire Meanjin. En 1950, elle s'installe à Mount Tamborine, au Queensland, avec le romancier et philosophe Jack McKinney. Leur fille Meredith y naitra la même année. Ils se marièrent en 1962, mais Jack mourut en 1966. Pendant les trois dernières décennies de son existence, elle a vécu à Braidwood en Nouvelle-Galles du Sud.
Avec David Fleay, Kathleen McArthur et Brian Clouston, Judith Wright a été un des membres fondateurs de la Société pour la préservation de la faune du Queensland et, de 1964 à 1976, en a été la présidente. Elle fut la deuxième australienne à recevoir la Queen’s Gold Medal for Poetry en 1992.
Dans In the Garden, Fiona Capp a révélé l'histoire d'amour secrète qui dura 25 ans entre deux personnalités publiques les plus connues et les plus aimées d'Australie, Judith Wright et H. C. Coombs. Judith avait déménagé à Braidwood afin d'être plus proche de Coombs, qui travaillait à Canberra.

## Poète et critique
Judith Wright est l'auteur de plusieurs recueils de poésie, dont The Moving Image, Woman to Man, The Gateway, The Two Fires, Birds, The Other Half, Magpies, Shadow et bien d'autres.
Son travail se caractérise par un accent aigu sur l'environnement australien, qui a commencé à prendre de l'importance dans l'art australien dans les années qui ont suivi la Seconde Guerre mondiale. Elle traite, entre autres, des relations entre les colons, les Aborigènes et la brousse. Le principal centre d'intérêt de Wright est la relation entre les humains et l'environnement, qu'elle considère comme un catalyseur de la création poétique. 
Ses poèmes ont été traduits en italien, japonais et russe.
Wright a également été une critique célèbre de la poésie australienne.

## Source
- (en) Cet article est partiellement ou en totalité issu de l’article de Wikipédia en anglais intitulé « Judith Wright » (voir la liste des auteurs).